# Kangalam
 Kangalam (in arabo كانكالم) è un comune del Ciad situato nel dipartimento di Mamdi, provincia del Lago. 
Situata vicino ad una delle dune prossime al lago Ciad, segna un clima semidesertico influenzato dai venti secchi del nord e dal cambiamento climatico.
La popolazione si aggira sui 10 mila abitanti, ma manca di dati ufficiali.